# 西村ちなみ
西村 ちなみ（にしむら ちなみ、1970年11月18日 - ）は、日本の女性声優。千葉県習志野市出身、東京都育ち。81プロデュース所属。

## 経歴
千葉県で生まれ、数ヶ月で東京の下町に引っ越す。
小学時代の頃から 『セイ!ヤング』といったラジオを聴くことが好きで、マイクの前で話すことに憧れを持っていた。
中学2年生の頃、当時好きだったテレビアニメ『銀河漂流バイファム』で声優に興味を持ち、中学3年生の卒業文集でも「10年後の自分は声優になっている」と書いていた。 
高校卒業後は専門学校東京アナウンス学院放送声優科に進学したが、養成所に入所してその事務所の所属になるのが声優への近道と知り、養成所に直接行ったほうが夢に近づけると思い、1年で同学院を退学。青二塾に入塾するも、同塾卒業の青二プロダクションの所属オーディションで落選。今までずっと順調に夢に近づいてきたことに対して、初めて「NO」と言われ呆然とし、目の前が真っ白になったという。
あてもなく家を出て、ただ呆然と歩き回り、「どうしよう、私」と思い、ほかにやりたいことが見つからなく「どうしようか」と考えていたところ偶々のちに所属することになる81プロデュースの養成所が夏に募集していたことを知り、1991年7月に同養成所へ入所する。81プロデュース演技研究所在籍中の1992年にNHK教育テレビで放送された『こどもにんぎょう劇場』「たからげた」の女の子（はなちゃん）役として出演。1994年春、同養成所卒業間際に受けた『超くせになりそう』のオーディションで主人公・白鳥なぎさ役を射止め、本格的に声優デビュー。養成所の卒業式がアフレコの日と重なってしまい、後日、先生から卒業証書を受け取っている。
81ACTOR'S STUDIO第4期（1993年度）卒業生。
2002年10月に結婚。2005年7月3日には男児（2520g）、2009年10月6日には2636gの女児を出産し、二児の母親となった。

## 特色
音域はF - C♯。ファルセットでG♯まで出せる。
「幅広い声を演じ分けられる声優」と称されており、様々なキャラクターを演じている。テレビアニメ『ポケットモンスター』シリーズでは少年・少女のキャラクターから多くのポケモン役まで多彩に演じていた。
過去に舞台経験を積んでおり、「落ち着いたらまた舞台も演じてみたい」と自身のブログで語っている。
小西寛子が関連商品への音声流用をめぐる、所属事務所・NHKエンタープライズ間でのトラブルから解任されたことにより、『おじゃる丸』の坂ノ上おじゃる丸役を引き継いだ。また、くまいもとこの休養中は『ぐ〜チョコランタン』のアネムの代演をした。
もともと歌を歌うのは好きだったことから、人前で歌うことに関しては抵抗はなかったという。アルバムを2枚リリースしているが、自信を持って「私は声優だ」と言えるといい、歌手なのか声優なのかという迷いはないという。2002年のインタビューでは「声優さんは、声のお仕事ありきだけど、イベントでは、やっぱりお客さんのために、歌を歌うことも必要だと思います」と私見を述べている。

## 人物
公称では、身長157cm、体重（新人時代）40kg。
趣味は映画鑑賞、散歩、旅行、読書、ギター。野菜ソムリエの資格を持っている。
名前の由来は母親が姓名判断で見てもらい、いくつかあった候補の中から珍しい名前という理由で気に入って命名したことから。
中学校では帰宅部、高校では剣道部に入っており放送委員も務めていた。
小桜エツコ、氷上恭子、ゆきのさつきとは東京アナウンス学院の同期にあたる。
インターネットラジオ『ARIA The STATION Due』で共にパーソナリティーを務める葉月絵理乃と30代の集まりを結成し、その集まりをチーム30と名付けている。その後、『ARIA』で共演した声優が次々と加入した。
元々高校野球が好きで、高校生のときに読売ジャイアンツファンになる。好きなあまり一時期は同じ声の仕事なら、ビッグエッグのウグイス嬢でもいいと思い詰めたことがあるという。2002年時点で今は巨人ファンではないと述べており、現在は福岡ソフトバンクホークスファンである。
ハリウッド俳優のイーサン・ホークのファン。
『水曜どうでしょう』（北海道テレビ）が好きで、「マニア」を自称している。2003年の来道時には真っ先に北海道テレビ本社を訪ねている。

## 出演
太字はメインキャラクター。

### テレビアニメ
時期不明
- クレヨンしんちゃん（ - 2022年、女店員、ヤヨイ、マコト、持田〈2代目〉、見定目世奈）

1994年
- 超くせになりそう（1994年 - 1995年、白鳥なぎさ / 大鳥なぎさ、雪原こずえ）
- 魔法陣グルグル（1994年 - 1995年、チクリ魔、妖精、リリー、さっぱり妖精）

1995年
- 愛天使伝説ウェディングピーチ（ランポ）
- 神秘の世界エルハザード（ミリィ）
- それいけ!アンパンマン（1995年 - 2022年、ピーマン〈2代目〉、青ピーマン）
- ちびまる子ちゃん（のり子）
- ビット・ザ・キューピッド（1995年 - 1996年、トゥインカ）
- 魔法騎士レイアース（アスカ）
- ママはぽよぽよザウルスがお好き（アキコ）
- ヤンボウ ニンボウ トンボウ（1995年 - 1996年、カラスのトマト）

1996年
- アリス探偵局（幽霊少女、赤ずきん〈代役〉）
- きこちゃんすまいる（たかし）
- ゲゲゲの鬼太郎（第4作）（1996年 - 1998年、ねこ娘）
- ハーメルンのバイオリン弾き（1996年 - 1997年、コルネット）
- 爆走兄弟レッツ&ゴー!!（1996年 - 1997年、佐上ジュン、アナウンス、フォックス2） - 2シリーズ
- 美少女戦士セーラームーンセーラースターズ（ミサ）
- 名犬ラッシー（クリス）
- モジャ公（1996年 - 1997年、お客さん、宝石屋店員、シャリィ、女子校生、コロリン豆太郎）
- YAT安心!宇宙旅行（1996年 - 1998年、ユキ、フレーベ） - 2シリーズ

1997年
- キューティーハニーF（キューピッドクロー）
- 金田一少年の事件簿（1997年 - 2000年、巽もえぎ、高森ますみ、和田朋美、藍沢茜）
- 少女革命ウテナ（穂積茉莉）
- ドラえもん（テレビ朝日版第1期）（コンピューター、ヒナ子）
- 忍ペンまん丸（ピピン、コマル）
- BURN-UP EXCESS（北川アンナ）
- HARELUYA II BØY（野原るい）
- ポケットモンスター（1997年 - 2002年、ジュンサー、キョウのコンパン→モルフォン、ムサシ→テルのベロリンガ、サトシのワニノコ、コウメのブースター、ジュンイチのマリルリ 他）
- MAZE☆爆熱時空（ランディ）

1998年
- アキハバラ電脳組（北浦和うずら）
- おじゃる丸（1998年 - 、小町ちゃん〈小野小町〉、坂ノ上おじゃる丸〈2代目〉、星野ママ〈2代目〉 他）
- 時空探偵ゲンシクン（プテラ）
- 時空転抄ナスカ（浅川麗奈）
- SHADOW SKILL -影技-（カイラ＝ル＝ルカ）
- 太陽の子エステバン（リニューアル版）（チルカ）
- 虹の戦記イリス（スー）
- 万能文化猫娘（石山紀子、シホ）
- 名探偵コナン（1998年 - 2014年、順子、男の子、石田香苗、川上靖子）

1999年
- 人形草紙あやつり左近（深見小夜子）
- 鋼鉄天使くるみ（佐倉須磨子）
- 十兵衛ちゃん（1999年 - 2004年、大猿、大蝶） - 2シリーズ
- セラフィムコール（村雨桜）
- 仙界伝 封神演義（鈴鳳）
- BLUE GENDER（エリナ）

2000年
- うちゅう人 田中太郎（2000年 - 2001年、浅田きょう子）
- 風まかせ月影蘭（お春）
- ゲートキーパーズ（鳳妃玲）
- だぁ!だぁ!だぁ!（2000年 - 2002年、花小町ももか、ジュエル星人）
- ドキドキ♡伝説 魔法陣グルグル（チクリ魔、ピピック）
- とっとこハム太郎（栗原くるみ〈初代〉）
- BRIGADOON まりんとメラン（彩名A子、ネボン、ララ）
- 六門天外モンコレナイト（タンゴを踊る黒猫）

2001年
- ギャラクシーエンジェル（ミリィ）
- スターオーシャンEX（緑魔）
- ちっちゃな雪使いシュガー（グレタ）
- デ・ジ・キャラット なつやすみスペシャル（ロッド・ヤング〈ロドやん〉）
- ナジカ電撃作戦（コハル）
- ヒカルの碁（少女）
- ポケットモンスタークリスタル ライコウ雷の伝説（ジュンサー）

2002年
- アクエリアンエイジ Sign for Evolution（阪元流水子）
- 朝霧の巫女（白山菊里）
- 犬夜叉（牡丹）
- おジャ魔女どれみドッカ〜ン!（織姫）
- おねがい☆ティーチャー（なっちゃん）
- ドラゴンドライブ（2002年 - 2003年、チビスケ）
- ポケットモンスター アドバンスジェネレーション（2002年 - 2006年、ハルカのアチャモ→ワカシャモ、ジュンサー、ムサシのケムッソ→マユルド→ドクケイル、ナギのチルタリス、ゲンジのチルタリス、サヨリのクチート、アダンのミロカロス、カエデのモルフォン、カエデのムウマ、ハーリーのジュペッタ〈代役〉 他）
- ポケットモンスター サイドストーリー（サトシのワニノコ、ローズ、セレビィ）
- 円盤皇女ワるきゅーレ（2002年 - 2003年、ハイドラ） - 2シリーズ
- わがまま☆フェアリー ミルモでポン!（リゲル）

2003年
- アソボット戦記五九（タマラ）
- おねがい☆ツインズ（なっちゃん）
- カレイドスター（2003年 - 2004年、ミア・ギエム） - 2シリーズ
- 京極夏彦 巷説百物語（てい）
- 金色のガッシュベル!!（2003年 - 2004年、ココ）
- デ・ジ・キャラットにょ（ロドP）
- 無限戦記ポトリス（娘ポトリスたち）
- ワンダーベビルくん（2003年 - 2004年、ベビルくん）

2004年
- 神無月の巫女（如月乙羽）
- ケロロ軍曹（2004年 - 2011年、月神散世）
- デュエル・マスターズ シリーズ（2004年 - 2008年、不亞幽） - 2シリーズ

2005年
- ARIA シリーズ（2005年 - 2008年、アリア・ポコテン） - 3シリーズ
- AIR（神奈備命）
- 甲虫王者ムシキング 森の民の伝説（ミルテ）
- ゾイドジェネシス（ルネ）
- BLEACH（2005年 - 2012年、虎徹清音）
- ONE PIECE（ドリム）

2006年
- 天保異聞 妖奇士（央太）
- ポケットモンスター ダイヤモンド&パール（2006年 - 2010年、アヤコのニャルマー、ジュンサー、ムサシのドクケイル、ヒカリのパチリス、モミのラッキー、ナタネのチェリンボ、シンジのマニューラ、シンジのヤミカラス〈代役〉、ケンゴのキノガッサ、スモモのアサナン、ハジメのリオル、メリッサのムウマージ、ジュピター、リョウのビークイン、幼少時のリョウ、コトネのマリル、ノゾミのリーフィア、ウララのイーブイ→シャワーズ、サトシのワニノコ 他）

2009年
- ゲゲゲの鬼太郎（第5作）（まゆみ）
- ねぎぼうずのあさたろう（むきぐりのおちよ）

2010年
- 怪談レストラン（わらちゃん）
- ポケットモンスター ベストウイッシュ（2010年 - 2012年、サトシのマメパト→ハトーボー→ケンホロウ、ポッドのバオップ、マコモのムンナ、クリフのコジョフー、アララギ博士のカブルモ、ヒカリのパチリス、ミズキ、バージルのイーブイ、ジュンサー 他）

2011年
- デジモンクロスウォーズ シリーズ（ロップモン、パグモン） - 2シリーズ
- ドラえもん（テレビ朝日版第2期）（メスウマタケ）

2012年
- スマイルプリキュア!（2012年 - 2013年、青木れいか / キュアビューティ / バッドエンドビューティ）

2013年
- たまゆら〜もあぐれっしぶ〜（下上山むつこ）
- ポケットモンスター ミュウツー 〜覚醒への序章〜（バージルのイーブイ）

2014年
- ハピネスチャージプリキュア!（キュアビューティ）
- ポケットモンスター XY（プルミエのニンフィア）
- 毎度!浦安鉄筋家族（根本和江、田中）

2016年
- ポケットモンスター サン&ムーン（2016年 - 2019年、サトシのニャビー→ニャヒート、ホウ、イアのオシャマリ→アシレーヌ、イカリのコジョンド、ナゲツケサル 他）

2017年
- 笑ゥせぇるすまんNEW（ウソ娘）
- アイカツスターズ!（香澄母）
- このはな綺譚（花蒔 妹）
- パズドラクロス（たまドラ）

2018年
- パズドラ（2018年 - 2020年、電話の声、天の声）

2019年
- ゲゲゲの鬼太郎（第6作）（ゆき）

2020年
- 恋する小惑星（木ノ幡夕子）

2021年
- デジモンアドベンチャー:（ロップモン）
- かぎなど（2021年 - 2022年、神奈備命） - 2シリーズ

2022年
- ポケットモンスター（2022年 - 2023年、サトシのワニノコ、ムサシのベロリンガ） - 2シリーズ

2023年
- 僕の心のヤバイやつ（2023年 - 2024年、市川の母） - 2シリーズ
- BLEACH 千年血戦篇（2023年 - 2024年、虎徹清音） - 2シリーズ

2024年
- ドッグシグナル（飼い主）

### 劇場アニメ
1995年
- はじまりの冒険者たち レジェンド・オブ・クリスタニア（ライファン）

1996年
- ゲゲゲの鬼太郎 大海獣（ねこ娘）

1997年
- ゲゲゲの鬼太郎 おばけナイター（ねこ娘）
- 爆走兄弟レッツ&ゴー!!WGP 暴走ミニ四駆大追跡!（佐上ジュン）
- ゲゲゲの鬼太郎 妖怪特急! まぼろしの汽車（ねこ娘）

1998年
- MAZE☆爆熱時空 天変脅威の大巨人（ランディ）
- ようこそロードス島へ!（フィアンナ）
- 劇場版ポケットモンスター ミュウツーの逆襲（ジュンサー）
- 機動戦士ガンダム 第08MS小隊 ミラーズ・リポート（キキ・ロジータ）

1999年
- ゼノ かぎりなき愛に（ナース）
- 劇場版ポケットモンスター 幻のポケモン ルギア爆誕（モルフォン）
- アキハバラ電脳組 2011年の夏休み（北浦和うずら）
- 金田一少年の事件簿2 殺戮のディープブルー（那国巫琴）

2000年
- 劇場版ポケットモンスター 結晶塔の帝王 ENTEI（ジュンサー）
- ピチューとピカチュウ（ワニノコ）

2001年
- ピカチュウのドキドキかくれんぼ（ワニノコ）
- それいけ!アンパンマン 怪傑ナガネギマンとやきそばパンマン（ピーマン）
- Di Gi Charat 星の旅（ロッド・ヤング）

2002年
- 劇場版ポケットモンスター 水の都の護神 ラティアスとラティオス（ワニノコ）
- ピカピカ星空キャンプ（ワニノコ）

2003年
- 劇場版ポケットモンスター アドバンスジェネレーション 七夜の願い星 ジラーチ（アチャモ）
- おどるポケモンひみつ基地（アチャモ）

2004年
- 劇場版ポケットモンスター アドバンスジェネレーション 裂空の訪問者 デオキシス（ジュンサー）

2005年
- AIR（神奈備命）
- 名探偵コナン 水平線上の陰謀（辻本夏帆）
- 劇場版ポケットモンスター アドバンスジェネレーション ミュウと波導の勇者 ルカリオ（ワカシャモ）

2006年
- 劇場版ポケットモンスター アドバンスジェネレーション ポケモンレンジャーと蒼海の王子 マナフィ（チャーレム）

2007年
- 劇場版ポケットモンスター ダイヤモンド&パール ディアルガVSパルキアVSダークライ（パチリス）
- 映画 Yes!プリキュア5 鏡の国のミラクル大冒険!（ダークドリーム）
- 劇場版BLEACH The DiamondDust Rebellion もう一つの氷輪丸（虎徹清音）

2009年
- ピューと吹く!ジャガー 〜いま、吹きにゆきます〜（ビューティ田村）
- 劇場版ポケットモンスター ダイヤモンド&パール アルセウス 超克の時空へ（パチリス）
- 劇場版デュエル・マスターズ 黒月の神帝（不亞幽）

2010年
- 劇場版ポケットモンスター ダイヤモンド&パール 幻影の覇者 ゾロアーク（ジュンサー）

2011年
- 劇場版ポケットモンスター ベストウイッシュ ビクティニと黒き英雄 ゼクロム・白き英雄 レシラム（ランクルス）

2012年
- 映画プリキュアシリーズ（2012年 - 2018年、青木れいか / キュアビューティ） - 4作品
- メロエッタのキラキラリサイタル（ワニノコ）
- ジュエルペット スウィーツダンスプリンセス（王妃）

2015年
- ピカチュウとポケモンおんがくたい（アチャモ）
- ARIA The AVVENIRE（アリア・ポコテン）

2017年
- 劇場版ポケットモンスター キミにきめた!（幼いソウジ）

2018年
- 劇場版ポケットモンスター みんなの物語（ジュンサー）

2019年
- 劇場版ポケットモンスター ミュウツーの逆襲 EVOLUTION（ジュンサー）

2021年
- ARIA The CREPUSCOLO（アリア社長）
- ARIA The BENEDIZIONE（アリア社長）

### OVA
1994年
- 青空少女隊（塚本クミ）
- なつきクライシス（校内放送）

1995年
- アイドルプロジェクト（バイトギャル）
- 戦ー少女イクセリオン（飯島きいろ）
- 学校の幽霊（圭子、ユウコ）
- 銀河お嬢様伝説ユナ〜哀しみのセイレーン〜（銀幕のミキ、闇の手下）
- 美少女遊撃隊バトルスキッパー（立花沙織）

1996年
- アーシアン（美幸）
- 機動戦士ガンダム 第08MS小隊（キキ・ロジータ）
- 銀河お嬢様伝説ユナ〜深闇のフェアリィ〜（銀幕のミキ、闇の手下）
- MAZE☆爆熱時空（ランディ）
- レジェンド・オブ・クリスタニア（ライファン）

1997年
- 桜通信（今村江里）
- Jaja馬!カルテット（レポーターギャル）
- B'T-X NEO（北斗〈少年時代〉）
- ミニ四駆 爆走兄弟レッツ&ゴー!!WGP HYPER HEAT（佐上ジュン）

1998年
- 教科書にないッ!（草屋・妹）
- 聖少女艦隊バージンフリート（草津月小町）
- 万能文化猫娘DASH!（石山紀子）

1999年
- シーバス1-2-3（キッス）
- 菜々子解体診書（コマネチ）

2000年
- ピカチュウのふゆやすみ2001（ワニノコ）

2001年
- さばくの国の王女さま（王女）
- ふしぎ遊戯 -永光伝-（少華）

2002年
- ゲートキーパーズ21（渡辺ちなみ）

2003年
- 天地無用!魎皇鬼番外編（アナウンサー）
- ぼくたちピチューブラザーズ・パーティはおおさわぎ!のまき（ゼニガメ）
- 円盤皇女ワるきゅーレ（2003年 - 2006年、ハイドラ） - 2シリーズ + 特別編

2004年
- カレイドスター 新たなる翼 -EXTRA STAGE-（ミア・ギエム）
- ピカチュウのなつまつり（ワカシャモ）

2005年
- カレイドスター Legend of phoenix 〜レイラ・ハミルトン物語〜（ミア・ギエム）
- ピカチュウのおばけカーニバル（カラカラ）

2006年
- カレイドスター ぐっどだよ!ぐぅーっど!（ミア・ギエム）
- ピカチュウのわんぱくアイランド（ワカシャモ）

2007年
- ARIA The OVA 〜ARIETTA〜（アリア・ポコテン）
- ピカチュウたんけんクラブ（パチリス）
- ピューと吹く!ジャガー（ビューティ田村）
- やわらか三国志 突き刺せ!! 呂布子ちゃん（陳宮）

2008年
- ピカチュウ 氷の大冒険（パチリス）
- ピューと吹く!ジャガー リターン・オブ・約1年ぶり（ビューティ田村）
- BLEACH カラブリ! 護廷十三屋台大作戦!（虎徹清音）

2009年
- GA 芸術科アートデザインクラス（越廼淑乃）
- ピカチュウのキラキラだいそうさく!（ムチュール）

2010年
- ピカチュウのふしぎなふしぎな大冒険（パチリス）

2011年
- ピカチュウのサマー・ブリッジ・ストーリー（チラーミィ）

2015年
- たまゆら〜卒業写真〜（下上山むつこ）

### Webアニメ
- 戦慄のミラージュポケモン（2006年、ジュンサー）
- 爆丸アーマードアライアンス（2020年、エイデン）
- 爆丸ジオガンライジング（2021年 - 2022年、フェラスカル[55]）
- ポケットモンスター 神とよばれし アルセウス（2022年、ジュピター）
- 爆丸エボリューションズ（2023年、フェラスカル）
- 爆丸レジェンズ（2023年、フェラスカル）
- ツイヤバ（2023年、市川の母）

### ゲーム
1995年
- アイドル麻雀ファイナルロマンス2（布川ミク、宇都宮ゆか）
- 銀河お嬢様伝説ユナ2（銀幕のミキ）

1996年
- アイドル麻雀ファイナルロマンスR（布川ミク）
- ガーディアンリコール 〜守護獣召喚〜（雷晶）※主題歌も担当
- 銀河お嬢様伝説ユナFX・哀しみのセイレーン（銀幕のミキ）
- 天地無用!魅御理温泉湯けむりの旅（魅御理）
- トゥルー・ラブストーリー（みさき）
- ヒロイン・ドリーム（舞木静）
- まじかるで〜と（緑川鈴）
- Little Step（モアイコ）

1997年
- 銀河お嬢様伝説ユナ3 -LIGHTNING ANGEL-（銀幕のミキ）
- クライムクラッカーズ2（ポプリ・ヴァンプ）
- Cross Romance〜恋と麻雀と花札と〜（MC）
- ゲゲゲの鬼太郎（ねこ娘）※PlayStation版
- この世の果てで恋を唄う少女YU-NO（真理奈）
- DESIRE（シェリル・シャトレート）
- BSファイアーエムブレム アカネイア戦記編 第2話 赤い竜騎士（エスト）
- ボイスアイドルマニアックス〜プールバーストーリー〜（本人出演）

1998年
- Advanced V.G.2（御剣珠緒）
- 銀河お嬢様伝説ユナ〜FINAL EDITION〜（銀幕のミキ）
- 超魔神英雄伝ワタル ANOTHER STEP（ワルリーヌ）
- ヒロインドリーム2（舞木静）
- フォックスジャンクション（ティズ）
- みつめてナイト（キャロル・パレッキー）
- 悠久幻想曲 2nd Album（ヘキサ）

1999年
- アークザラッドIII（シェリル）
- ゲートキーパーズ（鳳妃玲）
- 神機世界エヴォリューション（チェイン・ガン）
- 聖少女艦隊バージンフリート（草津月小町）
- Sonata（AG9-MIZUHO、ミズホ・ヘブン、極楽みずほ）
- 電影少女 -Virtual Girl LUN-（飛鳥るん）
- リフレインラブ2（秋吉チカ）
- 私立ジャスティス学園 熱血青春日記2（EDITキャラクター女）

2000年
- 高機動幻想ガンパレード・マーチ（森精華）
- レイクライシス家庭用のみ（アートギャラリーのナレーション）

2001年
- AIR（神奈備命）
- おかえりっ!〜夕凪色の恋物語〜（坂東光、男の子）

2003年
- ワイルドアームズ アルターコード:エフ（エリザベート）

2004年
- イリスのアトリエ エターナルマナ（リイタ・ブランシモン）
- 金色のガッシュベル!! うなれ!友情の電撃2（ココ）
- 金色のガッシュベル!! 激闘!最強の魔物達（ココ）
- プリンセスメーカー2 リファイン版（娘）

2005年
- 金色のガッシュベル!! 友情タッグバトル2（ココ）
- 金色のガッシュベル!! ゴー!ゴー!魔物ファイト!!（ココ）
- ワイルドアームズ ザ フォースデトネイター

2006年
- ARIA The NATURAL 〜遠い記憶のミラージュ〜（アリア・ポコテン）
- ガンパレード・オーケストラ 青の章 〜光の海から手紙を送ります〜（森精華）
- Mr.インクレディブル 強敵アンダーマイナー登場

2007年
- おじゃる丸DS おじゃるとおけいこ あいうえお（おじゃる丸）

2008年
- ARIA The ORIGINATION 〜蒼い惑星のエルシエロ〜（アリア・ポコテン）
- 大乱闘スマッシュブラザーズX（アチャモ）

2009年
- ポケパークWii 〜ピカチュウの大冒険〜
- リトルアンカー（イーラ・ドミトリエワ）

2010年
- GA 芸術科アートデザインクラス Slapstick WONDER LAND（越廼淑乃、ミシュリーヌ）

2011年
- ポケパーク2 〜Beyond the World〜

2012年
- スマイルプリキュア! レッツゴー! メルヘンワールド（青木れいか / キュアビューティ）

2014年
- パズル&ドラゴンズ（パズドラWモード たまドラ）

2016年
- ARIA 〜AQUA RITMO〜（アリア社長）

2017年
- プリキュア つながるぱずるん（青木れいか / キュアビューティ）

2019年
- ネルケと伝説の錬金術士たち 〜新たな大地のアトリエ〜（リイタ・ブランシモン）
- 金色のガッシュベル!! Golden Memories（ココ）

2020年
- デュエル・マスターズ プレイス（不亞幽）
- ファイナルファンタジーVII リメイク

2021年
- 共闘ことばRPG コトダマン（ココ）
- スーパーロボット大戦30（アスカ）

2023年
- ドラゴンクエストX 天星の英雄たち オンライン（ワグミカ）

### ドラマCD
- アークザラッドIII マーシアの決意（シェリル・レッド）
- アイドルプロジェクト クライム♥プランニング（バイトギャル、犯罪バイトギャル）
- AIR 第7巻 SUMMER（神奈備命）
- ARIA The ANIMATION Drama CD シリーズ（アリア社長）
- ARIA The NATURAL Drama CD シリーズ（アリア社長）
- Wish（破璃）
- 神様はイジワルじゃない（夏川真奈美）
- クライムクラッカーズ2 サウンド・ドラマ（ポプリ・ヴァンプ、キヨミ）
- クロックタワー2（ジェニファー・シンプソン）
- JAJA姫武遊伝（蛇々姫）
- GファンタジーコミックCDコレクション ファイアーエムブレム暗黒竜と光の剣（エスト）
- 声優だぁ〜い好き4“ウェディング・ベル”（ドカチャン王女）
- 停電少女と羽蟲のオーケストラ 深淵からの招待状（ドロロ）
- 天然パールピンク（桃野珠子）
- トワイライトシンドローム（チサト）
- 成恵の世界（魔砲少女4号ちゃん〈大当真名花〉→篠原志穂[注 4]）
- バウンティソード・ファースト 外伝 -鋼鉄の龍-（ルナリア）
- 魔法ロイド のぞみちゃん達!（ピカリン）
- 魔法少女ファンシーCoCo（森林真美）
- まもって守護月天!（愛原花織・初代）
- Landreaall（五十四）コミック25巻限定版

### オーディオブック
- とある飛空士への誓約（2019年、ナレーション[60]）
- 董白伝〜魔王令嬢から始める三国志〜（2021年、朗読、馬超[61]）
- ふぉーくーるあふたー（2021年、ウマちゃん[62]）

### 吹き替え

#### 洋画
年度不詳
- スパイキッズ（カルメン・コルテス〈アレクサ・ヴェガ〉）※機内上映版

1994年
- IT（ベバリー・マーシュ（12歳）〈エミリー・パーキンス〉）※テレビ東京版

1996年
- チャイニーズ・オデッセイ Part1 月光の恋（ジンジン/白骨の精〈カレン・モク〉）
- チャイニーズ・オデッセイ Part2 永遠の恋（ジンジン/白骨の精〈カレン・モク〉）
- 8月のメモワール
- ボディ・ターゲット（ブリー〈ティファニー・トーブマン〉）※テレビ朝日版

1997年
- リトル・プリンセス

1999年
- ワイルドシングス ※ソフト版

2001年
- グリーン・デスティニー（メイ〈リーリー〉）※ソフト版

2002年
- レプリカント（ダニー〈ブランドン・ジェームズ・オルソン〉）※ソフト版

2022年
- スランバーランド（ミズ・アリア〈インディア・デ・ボーフォート〉）

#### テレビドラマ
- アボンリーへの道（イジー・ペティボーン）
- ER緊急救命室シーズン11 #8（キャロリン・トレガー〈ジョーダン・アニタ・モーズリー〉）
- 夢見る子犬・ウィッシュボーン（サマンサ）
- リジー&Lizzie（アンディ）

#### アニメ
- きよしこの夜 バスターとチョーンシーの素敵なクリスマス（クリスティーナ）
- スター・ウォーズ ドロイドの大冒険（ジェリン）※DVD版
- トムとジェリー ジャックと豆の木（妖精）
- パワーパフガールズ（プリンセス〈2代目〉）
- パワーパフガールズ：ザ・ファイト・ビフォア・クリスマス（プリンセス）
- マドレーヌといっしょに（ラクシュミー）
- モンタナ・ジョーンズ（パトミ）

### テレビドラマ
- 大河ドラマ 光る君へ（2024年） - 筑前の命婦 役[63]

### 実写
- Heavenly Voices(2) 西村ちなみ
- 声優だぁ〜い好き インタビュービデオ
- フェアウェルフォート（自主製作映画）

### 人形劇
- こどもにんぎょう劇場「たからげた」（1992年、はなちゃん）
- おかあさんといっしょ ぐ〜チョコランタン（2007年 - 2008年、アネム〈代役〉）

### ラジオ
※はインターネット配信。
- トゥルー・ラブストーリー みさきの部屋へおいでよ!（1998年、Princess Planet Club※）
- 矢尾一樹のシーバス1-2-3（1998年 - 1999年、文化放送）
- 円盤皇女ワるきゅーレ モッチー・ちなちなのラジオワるQ（2002年 - 2004年、ラジオ大阪）
- 千葉紗子・西村ちなみの円盤皇女ワるきゅーレ アキドラジオ（2004年 - 2005年、TE-A room※）
- ARIA The STATION Due（2006年 - 2007年、音泉※・アニメイトTV※）
- ARIA The STATION Tricolore（2007年 - 2008年、音泉※・アニメイトTV※）
- ARIA The STATION SPECIAL（2008年、音泉※）
- ARIA The Station Memoria（2015年 - 2016年、音泉※）[64]

### デジタルコミック
- ギャラリーフェイク（サラ・ハリファ）

### CM
- ウナクール
- 四国電力（ナレーション）
- ソルマック（吉沢京子）
- 罪と罰 〜地球の継承者〜（ナレーション）
- なかよし（ナレーション）
- 日本財団（ナレーション）
- ヤマト運輸（ナレーション）
- レゴ・お城シリーズ

### パチンコ・パチスロ
- うる星やつら関連（三宅しのぶ）
  - サミー「パチスロうる星やつら」
  - サミー「パチスロうる星やつら2」
  - サミー「パチスロうる星やつら3」
- ど根性ガエル関連（吉沢京子）
  - ロデオ「ど根性ガエル」
  - 大都技研「CR押忍!ど根性ガエル」
- サミー「CRバック・トゥ・ザ・フューチャー」（ロレイン・ベインズ・マクフライ）

### その他コンテンツ
- オモチャーらんど（声の出演）
- JAL ENTERTAINMENT NETWORK こどものうた[注 5]（プレゼンター）
- スマイルプリキュア! ミュージカルショー（青木れいか / キュアビューティ）
- 旅するためのフランス語（語り、ナレーション）[65][66]
- チャレンジ4年生 最初にみるDVD（進研ゼミ・トム）
- ぽん・ぱクラブ（ポンパくん・声）
- USJ「バック・トゥ・ザ・フューチャー・ザ・ライド」（ヘザー）

## ディスコグラフィ

### アルバム
| 枚  | 発売日         | タイトル                       | 規格品番   |
| --- | -------------- | ------------------------------ | ---------- |
| 1st | 1996年11月21日 | Chinaism〜ヒロインドリーム〜   | MECP-30030 |
| 2nd | 1997年7月19日  | Rhythm & Breeze 〜風にはずむ〜 | COCC-14381 |

### キャラクターソング
- 超くせになりそう♥ 白鳥なぎさ ON STAGE（1994年12月21日）
- 超くせになりそう♥ シークレットストーリー（1995年2月22日）
- 魔法騎士レイアースOriginal Song Book 2（アスカ）（1996年1月1日）
- ゲゲゲの鬼太郎（第4作）音楽CD ロックだ、ねこ娘（ねこ娘）（1997年6月25日）
- トゥルー・ラブストーリー ボーカルコレクション Vol.3 みさきの部屋（1998年9月23日）
- 爆走兄弟レッツ&ゴー!!GIRL〈レディース・グランプリ開幕!!〉（佐上ジュン）（1999年4月1日）
- セラフィムコール（村雨桜）
  - セラフィムコールミニ・サウンドトラック 「愛の中の姉へ」（1999年11月26日）
  - セラフィムコール EDテーマコレクション 凛堂あやか〜村雨桜 (2000年2月16日)
- ちっちゃな雪使いシュガー magical stage.2（グレタ）（2002年2月22日）
- カレイドスター（ミア・ギエム）
  - カレイドスター〜はじめてのすごいミニアルバム〜（2003年6月18日）
  - カレイドスターキャラクターヴォーカルアルバム 〜みんなの すごい キャラソン〜（2004年2月4日）
  - カレイドスター キャラクターヴォーカルアルバム「みんなで すごい 唄っちゃおう」（2006年5月3日）
- 円盤皇女ワるきゅーレ（ハイドラ）
  - 円盤皇女ワるきゅーレ〜十二月の夜想曲〜キャラクターシングル ハイドラ（2003年12月3日）
  - 円盤皇女ワるきゅーレ キャラクターソング スーパーベスト 一姫様バンザイ!（2004年2月25日）
  - 円盤皇女ワるきゅーレ キャラクターソング スーパーベスト（2004年2月25日）
- ARIA The NATURALボーカルソング・コレクション（アリア社長）（2009年7月22日）
- スマイルプリキュア!（キュアビューティ／青木れいか）
  - スマイルプリキュア! ボーカルアルバム1〜ひろがれ! スマイルワールド!!〜（2012年7月18日）
  - 満開*スマイル!/笑う 笑えば 笑おう♪（2012年9月5日）
  - スマイルプリキュア! ボーカルアルバム2 〜みんな笑顔になぁれ!〜（2012年11月28日）
  - スマイルプリキュア!ボーカルベスト（2013年1月16日）